# Kerstin Pukowski
Kerstin Pukowski (* 1973 in Nürnberg) ist eine deutsche Krimi-Autorin.

## Leben
Pukowski wuchs in Nürnberg auf. Nach der Schule machte sie eine Ausbildung zur Bürokauffrau und arbeitet seitdem bei der BMW Group in Nürnberg. Eine Rundreise durch Irland 2016 animierte sie, Kriminalromane zu schreiben, die auf der Insel spielen. 2019 erschien ihre erste Krimi-Trilogie "Cliffs of Moher". Der Brighton Verlag veröffentlicht ihre Bücher auf Deutsch und Englisch. Im Mai 2021 erscheint in Zusammenarbeit mit Pukowski der Kunstband "connected" mit Werken des indischen Filmemachers und Künstlers Koushal Choudhary.[veraltet]

## Werke
- 2019: "Cliffs of Moher. Dunkle Geheimnisse". Brighton Verlag, Framersheim, ISBN 978-3-958766570.
- 2019: "Ring of Kerry. Das Vermächtnis". Brighton Verlag, Framersheim, ISBN 978-3-958766587.
- 2019: "Muckross House: Schatten über Killarney". Brighton Verlag, Framersheim, ISBN 978-3-958766648.
- 2020: "Inch Beach. Der vergessene Ort". Brighton Verlag, Framersheim, ISBN 978-3-958767263.
- 2020: "Cliffs of Moher. Dark secrets". Brighton Verlag, Framersheim, ISBN 978-3-958767829.
- 2020: "Ladies View. Die Melodie jener Nacht". Brighton Verlag, Framersheim, ISBN 978-3-958767256.
- 2020: "Ladies View: The melody of that night". Brighton Verlag, Framersheim, ISBN 978-3-958767256.
- 2021: mit Koushal Chourhary: "Connected." Brighton Verlag, Framersheim, ISBN 978-3-958767676.
- 2021: "Powerscourt Garden". Stimmen der Vergangenheit. Brighton Verlag, Framersheim, ISBN  978-3-958767805.
- 2021: "Àrainn: Das Flüstern von Inishmore". Brighton Verlag, Framersheim, ISBN 978-3-958767812.